# 富士錦酒造
富士錦酒造株式会社（ふじにしきしゅぞう）は、静岡県富士宮市の清酒製造業者である。

## 受賞歴
2007年 第89回南部杜氏協会自醸清酒鑑評会 第3位 優等賞受賞の他、名古屋国税局の新酒鑑評会や静岡県清酒鑑評会で多数受賞。